# Astragalus magistratus
Astragalus magistratus är en ärtväxtart som beskrevs av Maassoumi och Al. Astragalus magistratus ingår i släktet vedlar, och familjen ärtväxter. Inga underarter finns listade i Catalogue of Life.